# Roman Budzinowski
Roman Budzinowski (ur. 21 grudnia 1950) – polski prawnik, profesor nauk prawnych, specjalista w zakresie prawa cywilnego oraz prawa rolnego, profesor zwyczajny Uniwersytetu im. Adama Mickiewicza, od 2007 roku kierownik Katedry Prawa Rolnego Wydziału Prawa i Administracji UAM. W latach 1993–1999 prodziekan, a w latach 2012–2020 dziekan tego wydziału. W latach 2019–2023 członek Trybunału Stanu.

## Życiorys
W 1972 ukończył z wyróżnieniem studia prawnicze na Wydziale Prawa i Administracji UAM i podjął na nim pracę na stanowisku asystenta. Trzy lata później ukończył aplikację sędziowską. Stopień doktora uzyskał w 1981 na podstawie rozprawy pt. Przymusowe przejmowanie nieruchomości rolnych. Stopień doktora habilitowanego zdobył w 1992 na podstawie dorobku naukowego oraz pracy pt. Koncepcja gospodarstwa rolnego w prawie rolnym. Tytuł naukowy profesora został mu nadany w 2009. 
Wykładał w Wyższej Szkole Biznesu w Pile (do 2012) oraz na poznańskim Uniwersytecie Przyrodnicznym (1996–2012). Publikował w wielu czasopismach polskich i zagranicznych m.in. w związanym z macierzystym wydziałem Ruchu Prawniczym, Ekonomicznym i Socjologicznym. Odbył szereg naukowych staży we Włoszech (Florencja i Udine). Wielokrotnie organizował włosko-polskie konferencje z zakresu prawa rolnego. Jest członkiem Polskiego Stowarzyszenia Prawników Agrarystów (od maja 2014 – prezes) oraz włoskiego Unione Mondiale degli Agraristi Universitari.
W 2007 założył półrocznik „Przegląd Prawa Rolnego” (ISSN 1897-7626), którego został redaktorem naczelnym.
21 listopada 2019 roku został wybrany przez Sejm na stanowisko sędziego Trybunału Stanu. Zakończył pełnienie funkcji w listopadzie 2023.

## Wybrane publikacje
- Przymusowe przejmowanie nieruchomości rolnych, Warszawa-Poznań 1985, ISBN 83-01-06059-X (doktorat)
- Koncepcja gospodarstwa rolnego w prawie rolnym, Poznań 1992, ISBN 83-232-0556-6 (habilitacja)
- Problemy ogólne prawa rolnego. Przemiany podstaw legislacyjnych i koncepcji doktrynalnych, Poznań 2008, ISBN 978-83-232-1891-3 (profesura)
- Prawo rolne (współautor, red. A. Stelmachowski), Warszawa 2003, ISBN 83-7334-167-6
- Prawo rolne (współautor, red. P. Czechowski), Warszawa 2010, ISBN 83-7334-167-6
- Prawo i Administracja (redaktor naukowy, tomy 1–5) Wyższa Szkoła Biznesu w Pile, 2002–2006